# 昙蛤科
昙蛤科（学名：Glauconomidae），也称绿螂科，是帘蛤目下的一个科。

## 下属分类
本科包括以下属：
- 昙蛤属 Glauconome Gray, 1828，绿螂属
- Protovirgus McMichael, 1957
- Unionella Etheridge, 1888